# Raymond van Campanië

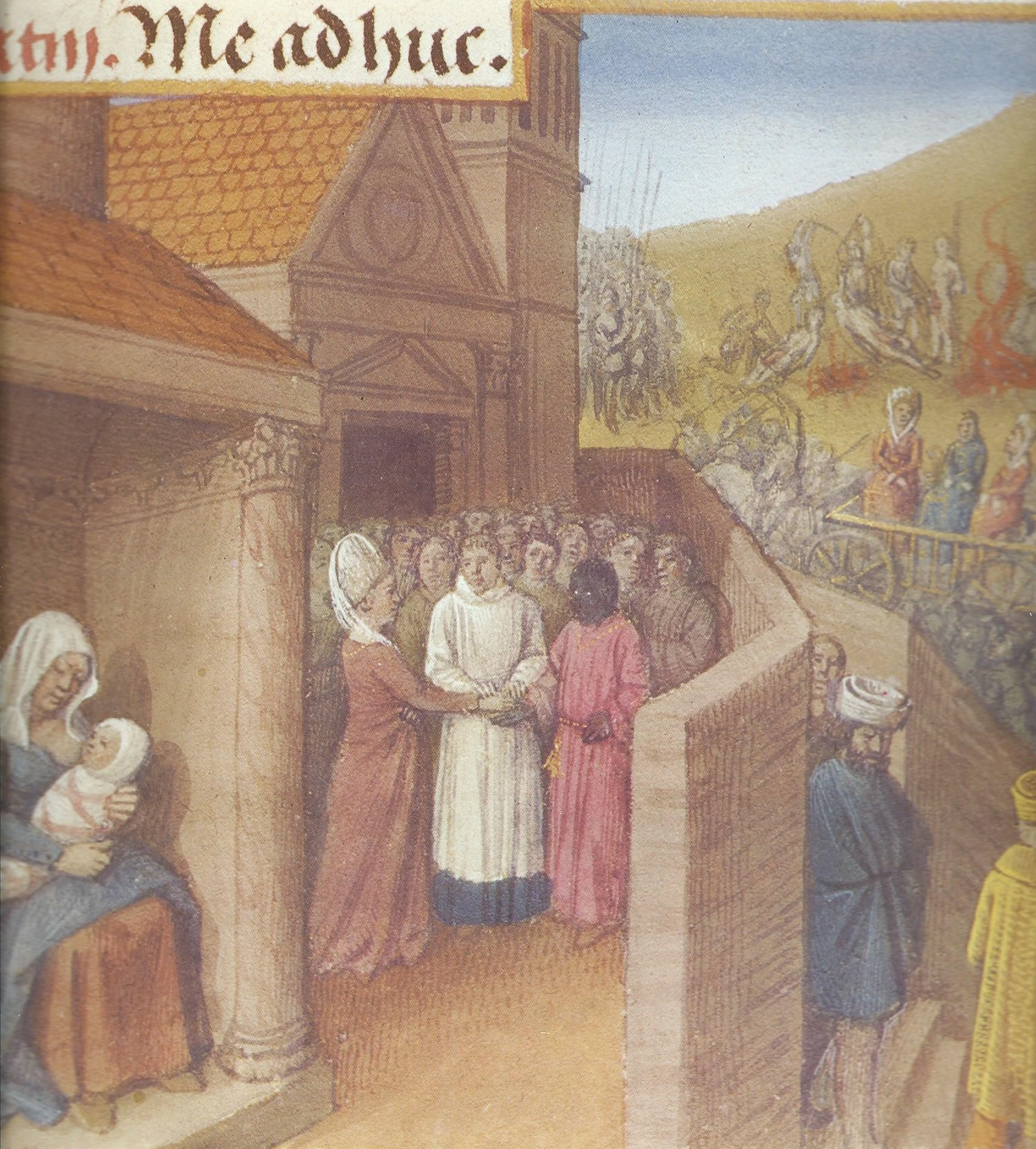
Huwelijk van Raymond van Campanië met Filippa van Catania, het begin van een adellijke carrière voor hen beiden.

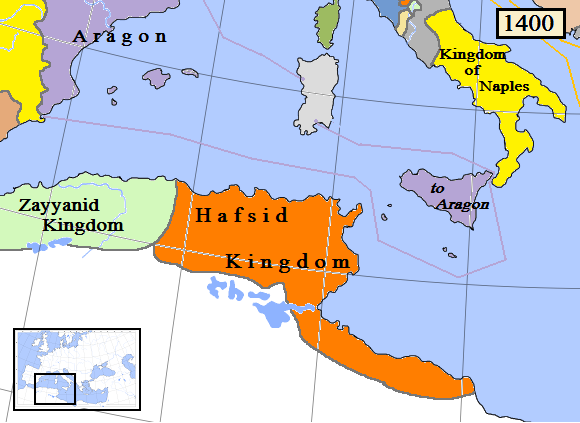
Kaartje die de invloedssferen geeft van het koninkrijk Napels, de Kroon van Aragon en de Hafsiden (Jaar 1400)

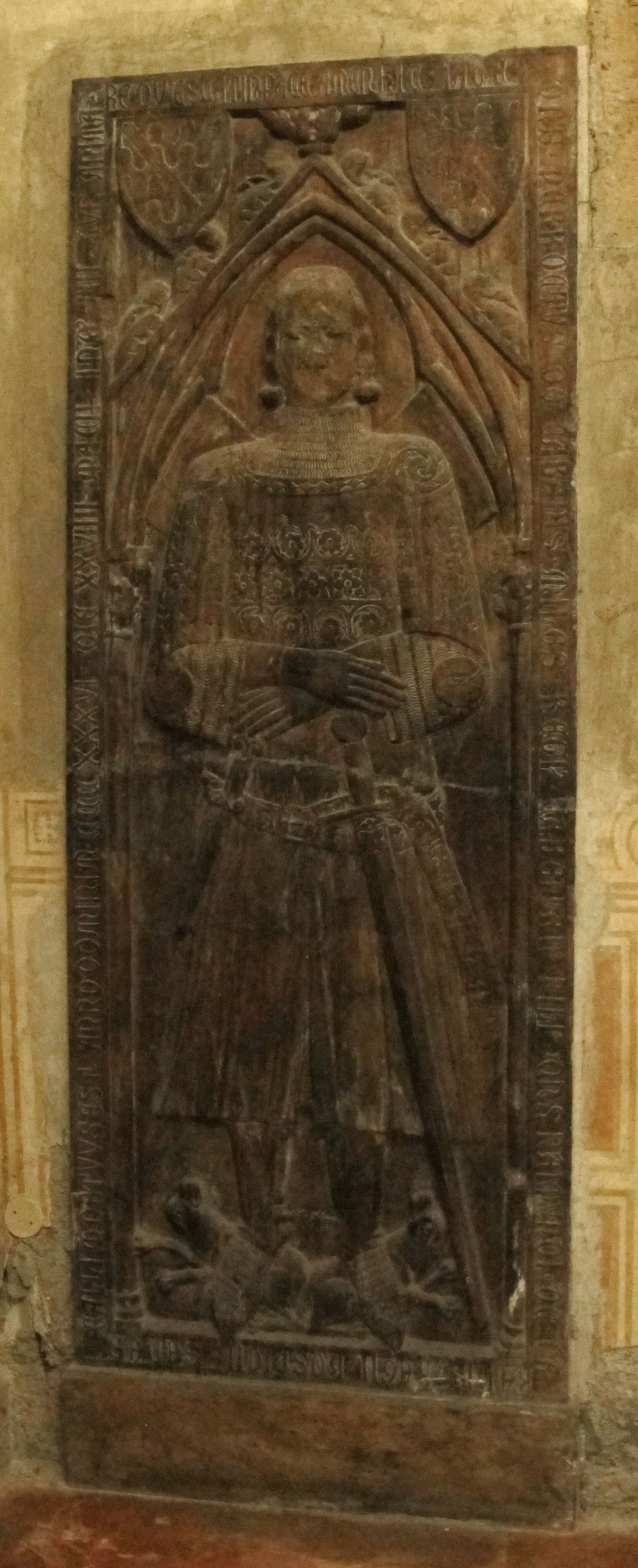
Raymonds sarcofaag in de Basilica Santa Chiara in Napels

Raymond van Campanië (Afrika,  - Napels, oktober 1334) was hofmaarschalk aan het hof van koning Robert van Napels. Raymond was een van de meest invloedrijke edelen in Zuid-Italië. Zijn levensverhaal is merkwaardig aangezien hij begon als Afrikaanse slaaf aan het hof.
Zijn vrouw Filippa (circa 1295 – 1346) was ooit wasvrouw in Catania, Sicilië, doch werkte zich op tot edeldame. Het levenslot van dit echtpaar is verhaald door Giovanni Boccaccio in Boek Negen van De casibus virorum illustrium.

## Andere namen
- Raimondo de’ Cabanni, naam in het Italiaans.
- Raymond de Campagne, naam in het Frans, dat de hoftaal was van het Huis Anjou-Sicilië in het koninkrijk Napels.

## Levensloop
Eind 13e eeuw verkochten piraten in de Middellandse Zee een zwarte slaaf uit Afrika aan de koninklijke keukens van het hof van Napels. Het was het bewind van koning Karel II van Napels van het Huis Anjou-Sicilië. Boccaccio beschreef hem als een Ethiopiër, waarmee hij bedoelde dat deze uit zwart Afrika kwam en niet uit Noord-Afrika. Immers, het Noord-Afrikaanse rijk der Hafsiden had een verdrag met Napels lopende dat slaven die uit hun land opdoken in Napels, moesten teruggegeven worden. Het hoofd van de koninklijke keukens heette Raymond van Campanië.
Deze Raymond zag hoe de zwarte slaaf zich verdienstelijk maakte. Daarom liet deze Raymond hem christelijk dopen, wat hem bevrijdde van de slavernij; immers, christenen in Napels hadden nooit een slavenstatuut. Meer nog, de jongeman kreeg dezelfde naam als de chef-kok en werd zijn erfgenaam. Wanneer de chef-kok wegtrok als soldaat, erfde de nieuwe Raymond van Campanië het ambt van hoofd van de koninklijke keukens.
Raymond werkte zich op en leidde meer zaken in de koninklijke huishouding dan alleen de keukens. Boccaccio omschreef hem als een vir extrema audacia of een man met uitzonderlijke moed.
Raymond huwde met Filippa, die ooit wasvrouw in Catania was geweest. Kroonprins Robert van Anjou, hertog van Calabrië, had haar daar weggehaald tijdens een veldtocht van de Oorlog van de Siciliaanse Vespers. Filippa zoogde de tweede zoon van de hertog Robert en hertogin Yolande van Aragon: Lodewijk van Anjou-Sicilië (1301). Filippa bleef in dienst van de hertog na de vroegtijdige dood van de hertogin in 1302, enkele weken na de Vrede van Caltabellotta, die de oorlog tussen Anjou-Sicilië en het Huis Aragon afsloot. Filippa zorgde voor de twee jonge prinsjes Karel en Lodewijk als gouvernante.
Het huwelijk van Raymond en Filippa vond plaats in de kloosterkerk van Santa Maria La Nova in het centrum van Napels. Het was een hofevent.
Eenmaal Robert op de troon als koning van Napels (1309), steeg de ster van Raymond verder. Zo ontving Raymond in 1311 een jaarlijkse toelage van 20 ounces, wat meer was dan een hoogleraar aan de universiteit van Napels. Raymond werd een ‘familiaris curiae’ genoemd in de annalen, wat zoveel betekent als hoveling. Mogelijks werd hij in deze tijdsperiode geadeld tot ‘miles’ of ridder.
Raymond werd bevorderd tot seneschalk van het hof en uiteindelijk tot hofmaarschalk.
Het echtpaar betrok een stadspaleis in Napels niet ver van het koninklijk paleis Castel Nuovo. Tevens bezat hij leengoederen met bijhorende titels in heel Zuid-Italië: het ging onder meer om de kastelen van Cerza Piccola, Avellana, Rocca del Vescovo, San Giulano, Pacile en uitgestrekte leengoederen in Otranto.
Na zijn dood in 1334 werd Raymond begraven in de koninklijke crypte van het clarissenklooster van Napels. De crypte bevindt zich in de Basilica di Santa Chiara, de kerk van de kloosterzusters. Zijn sarcofaag is er bewaard.
Na zijn dood maakten zijn weduwe, drie kinderen en kleinkinderen carrière als edellieden aan het hof en te lande. Dit geluk stopte bij de regering van koningin Johanna I van Napels. Zij verdacht de familie Campanië van hoogverraad en verschillenden van hen eindigden op het schavot. Deze gebeurtenis omschreef Boccaccio als het rad der fortuin dat verder draaide en zo een einde maakte aan het gelukkige levensverhaal van een keukenslaaf en een wasvrouw.